# Chartocerus ruskini
Chartocerus ruskini is een vliesvleugelig insect uit de familie Signiphoridae. De wetenschappelijke naam is voor het eerst geldig gepubliceerd in 1921 door Girault.